# Abidama sexmaculata
Abidama sexmaculata là một loài côn trùng thuộc họ Cercopidae. Tên khoa học của loài này được Victor Lallemand công bố hợp lệ năm 1927.